# Oltrumet
Oltrumet è una circoscrizione rurale (rural ward) della Tanzania situata nel distretto rurale di Arusha, regione di Arusha. Conta una popolazione di 10 226 abitanti (censimento 2012).